# Miyeok-guk
Miyeok-guk (미역국 mi.jʌk̚.k͈uk̚, koreanisch für „Seetang-Suppe“) ist eine Suppe aus der koreanischen Küche. Ihre Hauptzutat ist die Braunalge Undaria pinnatifida (koreanisch miyeok).

## Zutaten und Zubereitung
Typische Zutaten von Miyeok-guk sind Muschelbrühe oder -fond, Sardellen, Rindfleisch (traditionell der Muskel Musculus serratus ventralis, allerdings können auch andere Muskeln verwendet werden), Muscheln oder Austern, Fisch- oder Sojasauce, Sesamöl, Knoblauch, Zwiebeln, Winterzwiebeln, Salz, geröstete Sesamsamen und getrocknete oder eingelegte Garnelen.
Bei der Zubereitung wird das getrocknete miyeok in kaltes Wasser eingelegt, bis es weich ist. Anschließend wird es gewaschen und in Sardellen- oder Muschelfond mit Schalentieren oder Rindfleisch gekocht. Zuletzt wird die Suppe mit Sojasauce, fein gehacktem Knoblauch und Sesamöl gewürzt.
Für die kalte Variante Miyeoknaeng-guk, die im Sommer oft als Beilage serviert wird, kommen nach dem Abkühlen noch zerkleinerte Gurken, Essig und Eiswürfel hinzu.

## Tradition
Miyeok-guk wird traditionellerweise von koreanischen Frauen in den ersten drei bis vier Wochen nach der Geburt eines Kindes zu jeder Mahlzeit, also dreimal täglich, verzehrt. In Korea ist Miyeok-guk das am häufigsten empfohlene Lebensmittel für die Stillzeit, weil sie der Milchbildung dienlich sein soll. Miyeok enthält viel Kalzium und Jod, was als wichtig für schwangere und stillende Frauen angesehen wird. An Geburtstagen wird Miyeok-guk üblicherweise zum Frühstück gegessen, zur Feier der Mutter und als Dank an die Geburtsgöttin Samsin Halmoni, der Miyeok-guk auch am dritten, siebten und hundertsten Tag nach der Geburt dargeboten wird. Als Teil von Geburtstagsfeiern bekommen die Gäste Miyeok-guk zusammen mit Reiskuchen und anderen traditionellen Speisen serviert. Daher wird Miyeok-guk bisweilen auch als „koreanische Geburtstagssuppe“ bezeichnet.
Im Gebiet von Sangju wird Miyeok-guk als Opferspeise in den Gedecken für die Bul-chun-wi-Opferrituale verwendet.
Miyeok-guk wird aber auch abseits besonderer Anlässe das restliche Jahr über als alltägliche Beilage mit Reis verzehrt. Auch bei koreanischen Vorschulkindern ist Miyeok-guk beliebt.

## Weitere Anwendungsmöglichkeiten
Gefriergetrocknete und bestrahlte Miyeok-guk eignet sich Studien zufolge als Astronautennahrung.
Einige der Inhaltsstoffe von miyeok wie Fucoidan (neben Kalium, Eisen, Calcium, Jod, Magnesium sowie Vitamin A und C) sollen der Gesundheit dienlich sein.